# Verderio
Verderio est une municipalité dans la province de Lecco en Lombardie, formée le 25 mai 2014 de la fusion des communes italiennes Verderio Superiore et Verderio Inferiore.

## Administration
| Période                                  | Période | Identité         | Étiquette             | Qualité |
| ---------------------------------------- | ------- | ---------------- | --------------------- | ------- |
| 26/05/2014                               |         | Alessandro Origo | civica SiAmo Verderio |         |
| Les données manquantes sont à compléter. |         |                  |                       |         |

### Communes limitrophes
Aicurzio, Bernareggio, Cornate d'Adda, Robbiate, Ronco Briantino, Sulbiate, 
Cornate d'Adda, Paderno d'Adda, Robbiate,